# Hawkins (hrabstwo Rusk)
Hawkins – wieś w Stanach Zjednoczonych, w stanie Wisconsin, w hrabstwie Rusk.